# Ibrahim II ibn Ahmad
Ibrahim II ibn Ahmad (Abu Iszak) (arab. بو عشاق ابراهيم الثاني) (ur. 27 czerwca 850, zm. 1 października 902) był dziewiątym emirem z dynastii Aghlabidów panujących w Ifrikijji w latach 875–902.
Objął tron po śmierci swego brata Muhammada II ibn Ahmada (864–875). Pomimo odziedziczenia państwa wyludnionego przez dżumę z 874, jego panowaniu dobrze się wiodło pod względem gospodarczym. W 876 wybudował nowy pałac Ar-Rakkada niedaleko Kairuanu i zabiegał o rozwój rolnictwa przez rozbudowę systemu nawadniającego.
Jednakże początek upadku dynastii można datować od jego panowania. Mimo iż podbój Sycylii zakończono w 878, to Bizantyjczycy wyparli muzułmanów z Bari i Tarentu w Apulii po zwycięstwie na morzu. Co więcej w 882 musiano odeprzeć atak Tulunidów z Egiptu oraz stłumić kilka buntów Berberów przeciw tyrańskim rządom Ibrahima II. Od 893 rozpoczęła się działalność misyjna ismailitów pod wodzą Abu Abd Allaha asz-Szi'iego wśród berberskich Kutamów w Algierii – to w końcu miało doprowadzić do upadku Aghlabidów i pojawienia się Fatymidów.
Wzmagające się wśród ludności rozruchy przeciw tyrańskim rządom, zmusiły Ibrahima II do abdykacji na rzecz syna Abdallaha II. Udał się na Sycylię by kontynuować kampanię przeciw Bizantyjczykom i zmarł na czerwonkę pod Cosenzą podczas najazdu na Kalabrię.